# BWP Borsuk
Bojowy Wóz Piechoty „Borsuk” – polski bojowy wóz piechoty opracowany i rozwijany w ramach projektu Nowego Pływającego Bojowego Wozu Piechoty, realizowanego przez konsorcjum w składzie: Huta Stalowa Wola (lider), Wojskowe Zakłady Motoryzacyjne SA, Wojskowe Zakłady Elektroniczne SA, Wojskowe Zakłady Inżynieryjne SA, Wojskowy Instytut Techniki Pancernej i Samochodowej, Wojskowa Akademia Techniczna, Akademia Sztuki Wojennej, Politechnika Warszawska, Ośrodek Badawczo-Rozwojowy Urządzeń Mechanicznych i Rosomak SA. Przedsięwzięcie zostało dofinansowanie w 2014 roku, z Narodowego Centrum Badań i Rozwoju.

## Historia rozwoju
W dniu 24 października 2014 roku podpisano umowę z konsorcjum na czele z Hutą Stalowa Wola S.A na realizację pracy rozwojowej z dofinansowaniem ze środków z Narodowego Centrum Badań i Rozwoju na opracowanie nowego, pływającego Bojowego Wozu Piechoty o kryptonimie „Borsuk”, mającego za zadanie zastąpić obecnie użytkowane, przestarzałe BWP-1, które stanowią podstawowe wyposażenie batalionów zmechanizowanych. Projekt jest realizowany w ramach Planu Modernizacji Technicznej w zakresie Programu Operacyjnego „Modernizacja Wojsk Pancernych i Zmechanizowanych”. Pojazd posiada bezzałogową wieżę ZSSW-30, której opracowanie zlecono już wcześniej, 29 marca 2013 roku konsorcjum firm HSW i WB Electronics.
W 2017 roku HSW podczas Międzynarodowego Salonu Przemysłu Obronnego zaprezentowała model bojowego wozu piechoty Borsuk, wykonany z docelowych przewidzianych dla tego pojazdu blach pancernych, z zawieszeniem hydropneumatycznym oraz wieżą bezzałogową ZSSW-30. W roku 2018 również na targach MSPO zaprezentowano ulepszony demonstrator „Borsuka” z między innymi dodatkowymi modułami pancerza na kadłubie i fartuchami bocznymi. W 2019 roku pokazano już prototyp BWP Borsuk z licznymi poprawkami w stosunku do wersji z lat poprzednich. Zainstalowano panele zewnętrznego opancerzenia oraz mocowania dla maskowania mobilnego. W przedniej części wozu między innymi pojawiły się nowe reflektory, a także zainstalowano nowy sterowany hydraulicznie falochron, co jest skutkiem badań pływania pojazdu. Obecnie falochron podnosi się z góry kadłuba, a nie jak wcześniej z przedniej ściany.
W 2018 roku przeprowadzono próby zakładowe pojazdu. W 2020 roku rozpoczęły się badania wstępne, natomiast po nich kwalifikacyjno-wojskowe. W tym czasie przygotowana zostanie Dokumentacja Techniczna Wyrobu, będąca etapem poprzedzającym otwarcie drogi do produkcji seryjnej wozu. W październiku 2020 roku Polska Grupa Zbrojeniowa poinformowała, że we wrześniu 2020 roku BWP Borsuk rozpoczął pierwsze testy na poligonie wojskowym w Drawsku Pomorskim, gdzie przeszedł serie badań i sprawdzeń, w tym testów ogniowych.
28 kwietnia 2022 roku NCBR zleciło budowę dalszych czterech prototypów, które mają być poddane próbom wojskowym. Produkcja seryjna BWP Borsuk miała rozpocząć się na przełomie lat 2023/24.
14 listopada 2022 roku w obecności Ministra Obrony Narodowej Mariusza Błaszczaka na terenie Ośrodka Szkolenia Poligonowego Wojsk Lądowych w Orzyszu odbyła się prezentacja i testy poznawcze BWP Borsuk (testowali go żołnierze 15 Brygady Zmechanizowanej). Zapowiedziano wówczas że zakończenie badań kwalifikacyjnych zakładane jest na 2023 rok oraz że pierwszym odbiorcą nowego wozu będzie 16 Pomorska Dywizja Zmechanizowana. Poinformowano również, że planowane są prace mające na celu integrację innych rodzajów PPK.
W dniu 28 lutego 2023 roku przy udziale Wiceprezesa Rady Ministrów Ministra Obrony Narodowej Mariusza Błaszczaka została zawarta umowa ramowa na dostawę bojowych wozów piechoty Borsuk oraz pojazdów specjalistycznych na bazie uniwersalnej modułowej platformie gąsienicowej UMPG.
Umowa zawarta pomiędzy Agencją Uzbrojenia, reprezentującą Skarb Państwa RP, a konsorcjum firm w składzie: Polska Grupa Zbrojeniowa S.A. i Huta Stalowa Wola S.A., ma na celu określenie warunków zawierania poszczególnych umów wykonawczych związanych z dostawą bojowych wozów piechoty Borsuk, oraz całej rodziny specjalistycznych pojazdów gąsienicowych opartych na uniwersalnej modułowej platformie gąsienicowej dla Sił Zbrojnych RP.
W wyniku zawartej umowy ramowej w trakcie całego projektu pozyskanych zostanie łącznie blisko 1400 pojazdów, z czego ponad 1000 BWP Borsuk. Inne pojazdy specjalistyczne to: gąsienicowe transportery rozpoznania Żuk, gąsienicowe wozy dowodzenia Oset, wozy ewakuacji medycznej Gotem, wozy zabezpieczenia technicznego Gekon, oraz wozy rozpoznania skażeń Ares. Pierwsze cztery Borsuki, jeszcze w tym roku, zostaną przekazane 16 Dywizji Zmechanizowanej.
Szacunkowa wartość kontraktów wykonawczych, które zostaną zawarte w przedmiotowej umowie sięgnie kilkudziesięciu miliardów złotych, a dostawy pierwszych pojazdów wybranych typów planowane są na lata 2024-2025.
27 marca 2025 w Warszawie Agencja Uzbrojenia oraz przedstawiciele Polskiej Grupy Zbrojeniowej S.A. i Huty Stalowa Wola S.A. podpisali kontrakt na dostawę pierwszej partii bojowych wozów piechoty Borsuk dla Wojska Polskiego. Podpisana umowa opiewa na 111 egzemplarzy, które mają trafić do jednostek wojskowych w latach 2025–2029.

## Opis techniczny
BWP „Borsuk” charakteryzuje się zdolnością pokonywania przeszkód wodnych pływaniem oraz zdolnością do działań w różnych warunkach terenowych i klimatycznych. BWP przeznaczony jest do wspomagania na polu walki i ochrony załogi i żołnierzy desantu przed ostrzałem pociskami z broni strzeleckiej i granatników przeciwpancernych, a także przed wybuchami min oraz improwizowanych ładunków wybuchowych.
Opancerzenie zapewnia poziom ochrony na poziomie 4 z przodu kadłuba, boków kadłuba na poziomie 3 i wieży na poziomie 2, oraz odporność na wybuchy na poziomie 3a/3b według normy STANAG 4569.

## Uzbrojenie
„Borsuk” uzbrojony jest w armatę Mk 44S Bushmaster kalibru 30 mm, podwójną wyrzutnię PPK Spike, oraz sprzężony uniwersalny karabin maszynowy UKM-2000C kalibru 7,62 mm. Uzbrojenie znajduje się w wieży bezzałogowej ZSSW-30.

## Dane taktyczno-techniczne
- załoga: 3 (dowódca, działonowy, kierowca) + 6 żołnierzy desantu[22]
- masa bojowa: 28 ton (wersja podstawowa)[15]
- współczynnik mocy jednostkowej: 25,7 KM/t (przy masie 28 ton)
- Prędkość[15]:
  - Po drogach utwardzonych: 65 km/h
  - W wodzie: 8 km/h
- długość całkowita: 7,6 m
- szerokość:
  - z panelami opancerzenia: 3,4 m
- silnik wysokoprężny MTU 8V199 TE20 o mocy 720 KM
- zawieszenie hydropneumatyczne